# モアナルア・ガーデン
モアナルア・ガーデン（Moanalua Gardens）は、24エーカー（97,000平方メートル）の広さをもつ私有の公園。ハワイ州ホノルル市モアナルア地区の州間高速道路H201号線沿い、トリプラー陸軍病院の近くに位置する。かつては地元の実業家で地主であったサミュエル・ミルズ・デイモンの保有する地所であったが、現在ではデイモンの曾孫が経営するカイマナ・ベンチャー社の所有地となっている。
この公園は、のちのカメハメハ5世となるロット王子が暮らしたコテージの所在地として知られている。恒例行事であるプリンスロット・フラ・フェスティバルの会場でもあり、日本では「日立の樹」として有名なモンキーポッドの大木の生育地としても有名である。

## 主なスポット

### カメハメハ5世のコテージ

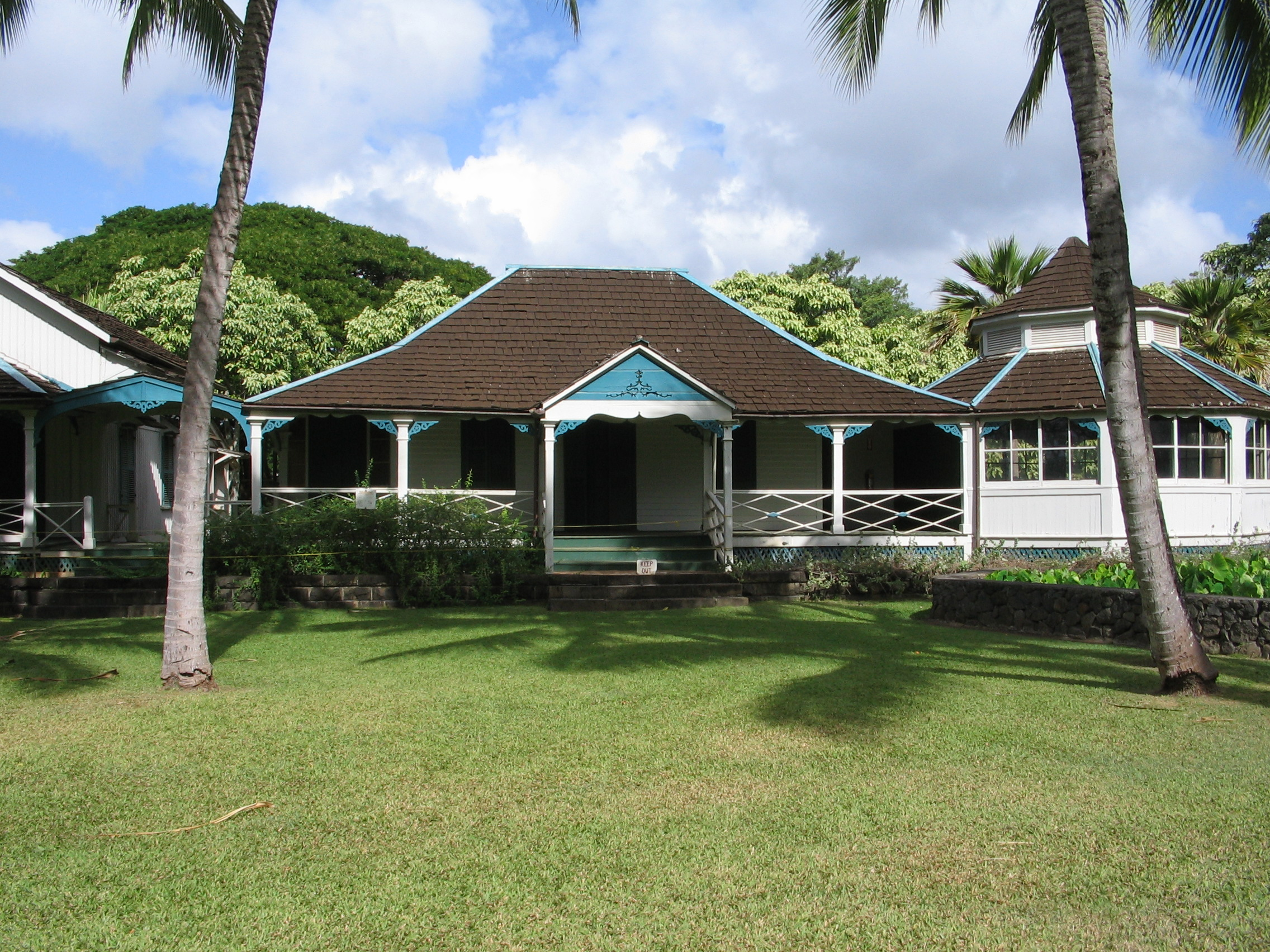
コテージ（2006年）

カメハメハ5世のコテージ（小別荘）は園地の西端に位置する。カメハメハ王朝ロット王子（のちのカメハメハ5世）によって建てられた。厨房と食堂、寝室及び居間、娯楽の間と3つに分かれた平屋を屋根付きの回廊で繋いだ構造になっている。
1884年に死去したバーニス・パウアヒ・ビショップ王女の遺志により、サミュエル・ミルズ・デイモンがこの建物及びモアナルアのアフプア・ア（「区域」を意味する語）を相続することになった。デイモンはコテージを修繕して住居として用いていた。この建物が現在の場所に移築されたのは1960年のことである（それ以前にもモアナルア地区内の3箇所を転々と移動している）。

### 日立の樹

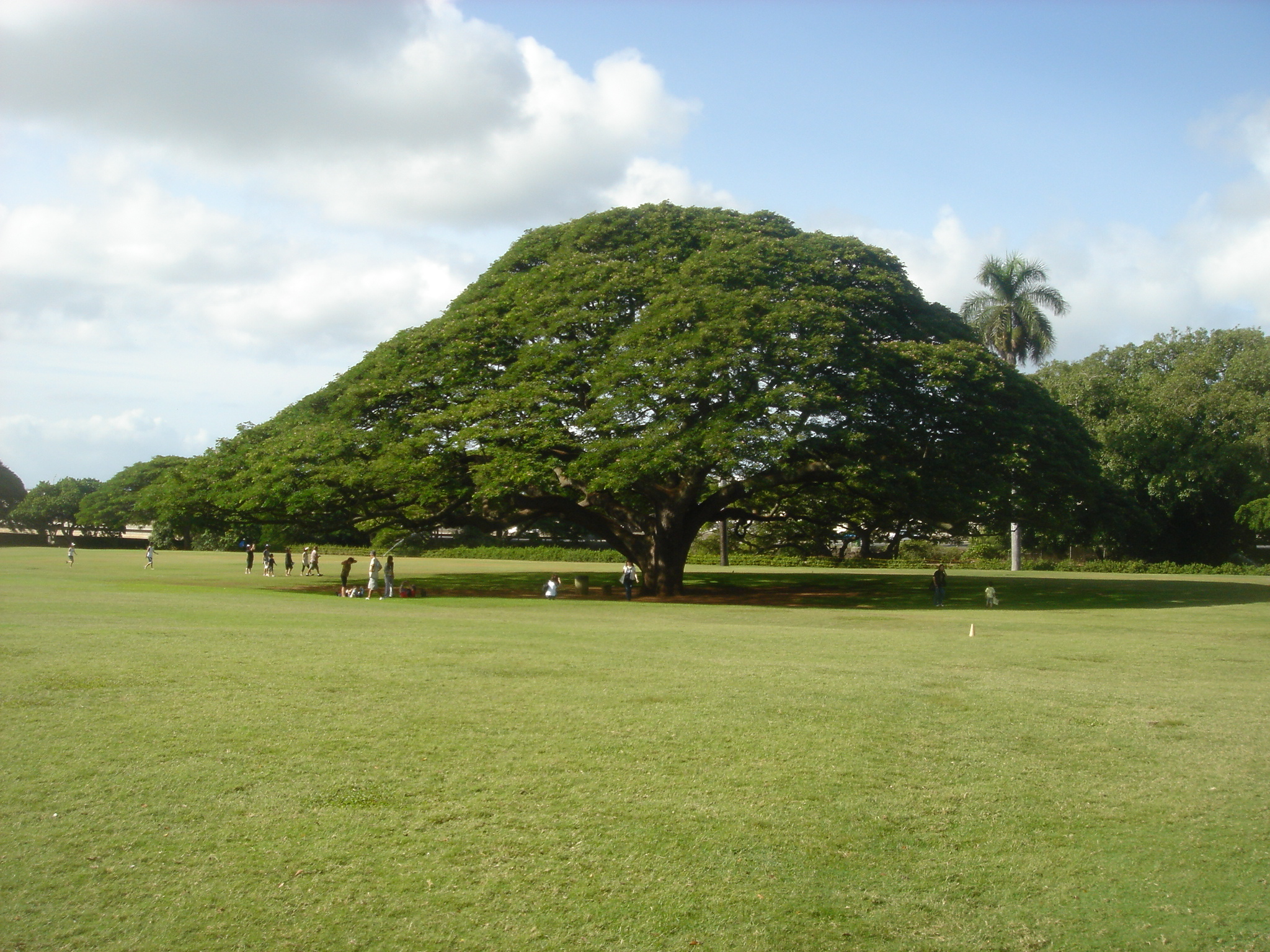
日立の樹

日立の樹とは、公園の中ほどの草地の中央部に生育する、特徴的な傘状の樹形をもつモンキーポッドの大木のことである。この木はホノルル郡の特別保護樹木として登録されており、市議会の承認なく除去及び破棄を行うことはできない。
日本の企業グループである日立グループがこの木を1973年から企業シンボルとして使用している。かつてデイモン財団と日立製作所は協定を結んでおり、日立は年間2万USドルの使用料と引き換えにこの木の映像を宣伝活動に使用する排他的権利を得ていた。2004年にはサミュエル・デイモンの最後の孫が死去し、財団の解体に伴い、この協定の法的な見直しが行われた。日立側は新しい所有者カイマナ・ベンチャー社と協議し、2006年12月には、年間40万USドルの宣伝使用権料を2016年まで支払うことで合意。この契約はその後も継続され、現在に至っている。しかし公園に関わる費用は年間60万USドルに上り、日立製作所からの収入を上回るとみられている。